# Copacabana
Copacabana je pláž nacházející se v brazilském městě Rio de Janeiro. Je dlouhá čtyři kilometry a je považována za nejznámější pláž na světě. Patří k hlavním turistickým lákadlům města. Od roku 2012 figuruje s dalšími přírodními památkami v Riu na seznamu světového dědictví UNESCO.
V létě roku 2013 se na této pláži uskutečnila bohoslužba sloužená papežem Františkem u příležitosti Světových dnů mládeže 2013. Na Letních olympijských hrách 2016 na pláži probíhal turnaj v plážovém volejbalu.